# لورا سيرون
لورا سيرون (بالإسبانية: Laura Cerón)‏ هي ممثلة مكسيكية، ولدت في 28 سبتمبر 1964 بمدينة مكسيكو في المكسيك.

## أعمال

### مسلسلات
- ميامي

## وصلات خارجية
- لورا سيرون على موقع IMDb (الإنجليزية)
- لورا سيرون على موقع روتن توميتوز (الإنجليزية)
- لورا سيرون على موقع ألو سيني (الفرنسية)
- لورا سيرون على موقع قاعدة بيانات الأفلام السويدية (السويدية)
- لورا سيرون على موقع قاعدة بيانات الفيلم (الإنجليزية)
- لورا سيرون على موقع كينوبويسك (الروسية)